# Сага про Єсту Берлінґа (фільм)
«Сага про Єсту Берлінґа» (швед. Gösta Berlings saga) — шведський драматичний фільм 1924 року, поставлений режисером Моріцем Стіллером за однойменним романом Сельми Лагерлеф 1891 року.

## Сюжет
Швеція, близько 1820 року. Дружина майора Самселіуса Маргарет, власниця кузень і величезних земель, влаштовує в маєтку Екебю розкішні прийоми. Вона оточена свитою з дванадцяти вірних кавалерів, гучних гульвіс і авантюристів, які складають її особисту гвардію та живуть за її рахунок. Пастор Єста Берлінґ, колись позбавлений приходу за пияцтво, вступає у братство «Лицарів Екебі». Окрім того, він ще й наставник юної Елізабет, яка вийшла заміж за графа Генріка Дону, але таємно закоханої в Єсту. На прийомі Єста бере участь у невеликій виставі, і партнеркою йому дістається Маріанна Сінклер, яка цілує його в губи, коли піднімається завіса. Глядачі думають, що цей поцілунок — частина спектаклю, але підступний Лицар Сінтрам розкриває правду батькові Маріанни Мельхіору. Той виганяє доньку з дому, і Маріанна вимушена блукати по холоду і снігу. За вечерею Лицар Крістіан Берг, за намовою Сінтрама, заявляє, ніби все своє багатство майориха отримала від коханця, який передавав кошти її чоловікові, таким хитрим чином розраховуючись з коханкою. Майориха зізнається привселюдно, що саме так воно і є. Майор, який нічого про це не знав, зрікається дружини, як колись вона сама відреклася від власної матері й прогнала її, оскільки та не схвалювала цієї любовної інтрижки. Майориха знаходить матір, що живе в жалюгідній халупі, і та прощає її.
Майор віддав Екебю на відкуп Лицарям. Єста Берлінґ роз'їжджає околицями в санях, розшукуючи майориху, але замість неї знаходить Маріанну, вмираючу від холоду. Він робить її королевою Екебю. Майориха збирає тих мешканців маєтку, що як і раніше їй вірні, та разом з ними підпалює маєток. Лицарі пов'язані та кинуті в сани. Проте, Єста рятує Маріанну й передає її батькові, з яким вона мириться. Маріанна прощається з Єстою, і той оголошує, що відтепер стане «паломником снігу і ночі». Він саджає в сани Елізабет, яка була вирушила на його пошуки. За ними женуться вовки, але вони живими і неушкодженими прибувають в село. Єста привозить Елізабет прямо до чоловіка. Той дізнався, що їх свідоцтво про шлюб складене невірно. Перш ніж підписати новий документ, Елізабет зізнається, що погрішила, і матір Генріка Дони її проганяє. Її пускає у свій дім її дядько Мельхіор. Майориха, заарештована за підпал, дізнається у в'язниці про смерть чоловіка.
Настає весна. Єста і Лицарі відбудували Екебю наново. Щоб забути про свій смуток, Елізабет вирушає до Італії. На поштовій станції Брубю вона зустрічає майориху, яка повертається з ув'язнення. Намагаючись розшукати Майоршу, Єста Берлінґ розуміє, як палко кохала його Елізабет усе життя. Майориха допомагає їхньому союзу. Лицарі, забувши колишні образи, святкують повернення майорихи в маєток. Вона віддає маєток Єсту, якому належить управляти кузнями.

## У ролях

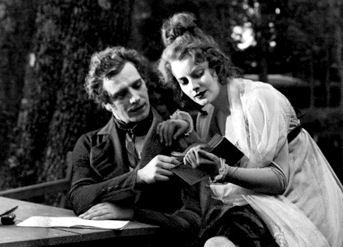
Грета Гарбо у кадрі з фільму

| • Ларс Гансон           | … | Єста Берлінґ               |
| • Герда Лундеквіст      | … | Маргарета Самзеліус        |
| • Гільда Форсслунд      | … | її мати                    |
| • Отто Ельг-Лундберг    | … | майор Самзеліус            |
| • Сікстен Мальмерфельдт | … | Мельхіор Сінклер           |
| • Карін Сванстрем       | … | Густава, його дружина      |
| • Дженні Гасселквіст    | … | Маріанна, його дочка       |
| • Еллен Седерстрем      | … | графиня Марта Дона         |
| • Торстен Гаммарен      | … | граф Генрік Дона, його син |
| • Грета Гарбо           | … | Елізабет Дона              |
| • Свен Шоландер         | … | Сінтрам                    |

## Знімальна група
- Автор сценарію —  Моріц Стіллер, Рагнар Гільтен-Кавалліус (за романом Сельми Лагерлеф «Сага про Єсту Берлінґа», 1891)
- Режисер-постановник — Моріц Стіллер
- Оператор — Юліус Янсон
- Композитор — Гай К. Остін
- Художник-постановник — Вільгельм Брюде
- Художник з костюмів — Інгрід Гюнтер

## Реліз
Спочатку фільм вийшов у прокат двома серіями (2345 та 2189 м), які були показані глядачам з інтервалом в декілька днів. Потім вони були об'єднані, а єдиний фільм, що вийшов, був скорочений. По Європі і США циркулювали різні копії, хронометраж яких варіювався залежно від країни.